# Doppio pendolo

Il doppio pendolo è costituito da due pendoli attaccati uno all'estremità dell'altro.

In fisica classica, in particolare in meccanica classica, il doppio pendolo è un sistema fisico costituito da due pendoli attaccati uno all'estremità dell'altro e liberi ciascuno di oscillare rispetto al loro punto di vincolo: il suo comportamento dinamico è fortemente sensibile a piccole variazioni delle condizioni iniziali e, per alcuni valori dell'energia, il suo moto risultante è caotico.

## Analisi
Si possono considerare diverse varianti del doppio pendolo; i due bracci possono avere lunghezze e masse uguali o diverse, possono essere pendoli semplici o composti (detti anche pendoli complessi) e il moto può avvenire in tre dimensioni o limitato al solo piano verticale. Nella seguente analisi, i bracci sono considerati due pendoli composti identici di lunghezza  {\displaystyle \ell } e le masse {\displaystyle m}, e il moto è limitato ad un piano.

Doppio pendolo composto, formato da due bracci identici di lunghezza e massa.

In un pendolo composto, la massa è distribuita su tutta la lunghezza. Se la massa è distribuita uniformemente, allora il centro di massa di ogni braccio si trova alla sua metà, ed il momento di inerzia rispetto a tale punto è {\displaystyle \textstyle I={\frac {1}{12}}m\ell ^{2}}. Il momento di inerzia di una sbarra che ruota intorno ad uno dei suoi estremi è dato da {\displaystyle \textstyle I={\frac {1}{3}}m\ell ^{2}}.
È utile usare l'angolo tra ciascuno dei bracci e  l'asse verticale come coordinata generalizzata per definire lo spazio delle configurazioni; questi angoli sono indicati con θ1 e θ2. La posizione del centro di massa di ogni braccio può essere scritta in funzione di queste due coordinate; se si prende come origine di un sistema di riferimento cartesiano il punto di sospensione del primo pendolo, allora le coordinate del centro di massa di questo pendolo sono
{\displaystyle x_{1}={\frac {\ell }{2}}\sin \theta _{1},}
{\displaystyle y_{1}=-{\frac {\ell }{2}}\cos \theta _{1},}
mentre per il secondo pendolo si ha
{\displaystyle x_{2}=\ell \left(\sin \theta _{1}+{\frac {1}{2}}\sin \theta _{2}\right),}
{\displaystyle y_{2}=-\ell \left(\cos \theta _{1}+{\frac {1}{2}}\cos \theta _{2}\right).}
Con queste informazioni si può scrivere la lagrangiana del sistema.

### Lagrangiana
La lagrangiana è
{\displaystyle {\begin{aligned}L&=\mathrm {Energia~cinetica} -\mathrm {Energia~potenziale} \\&={\frac {1}{2}}m\left(v_{1}^{2}+v_{2}^{2}\right)+{\frac {1}{2}}I\left({{\dot {\theta }}_{1}}^{2}+{{\dot {\theta }}_{2}}^{2}\right)-mg\left(y_{1}+y_{2}\right)\\&={\frac {1}{2}}m\left({{\dot {x}}_{1}}^{2}+{{\dot {y}}_{1}}^{2}+{{\dot {x}}_{2}}^{2}+{{\dot {y}}_{2}}^{2}\right)+{\frac {1}{2}}I\left({{\dot {\theta }}_{1}}^{2}+{{\dot {\theta }}_{2}}^{2}\right)-mg\left(y_{1}+y_{2}\right)\end{aligned}}}
Il primo termine è l'energia cinetica di traslazione del centro di massa dei due bracci e il secondo è l'energia cinetica rotazionale intorno al centro di massa di ciascun braccio. Il terzo termine è l'energia potenziale gravitazionale assumendo una accelerazione costante {\displaystyle g}. La notazione {\displaystyle {\dot {x}}} indica la derivata rispetto al tempo (notazione di Newton).
Sostituendo le coordinate definite sopra e riordinando le equazioni si trova
{\displaystyle L={\frac {1}{6}}m\ell ^{2}\left[{{\dot {\theta }}_{2}}^{2}+4{{\dot {\theta }}_{1}}^{2}+3{{\dot {\theta }}_{1}}{{\dot {\theta }}_{2}}\cos(\theta _{1}-\theta _{2})\right]+{\frac {1}{2}}mg\ell \left(3\cos \theta _{1}+\cos \theta _{2}\right).}

Moto di un doppio pendolo composto (calcolato con integrazione numerica delle equazioni del moto).

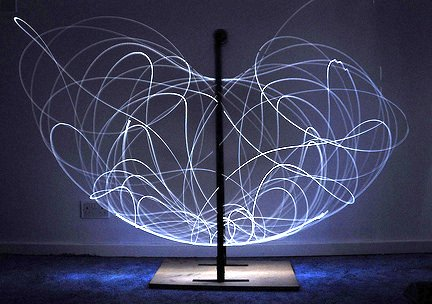
Una luce all'estremità del doppio pendolo lascia una traccia del proprio movimento in questa foto a lunga esposizione. L'evoluzione caotica del sistema crea una figura complessa e apparentemente disordinata.

L'unica quantità conservata in questo sistema è l'energia, e non ci sono momenti generalizzati conservati. I due momenti possono essere scritti come
{\displaystyle p_{\theta _{1}}={\frac {\partial L}{\partial {{\dot {\theta }}_{1}}}}={\frac {1}{6}}m\ell ^{2}\left[8{{\dot {\theta }}_{1}}+3{{\dot {\theta }}_{2}}\cos(\theta _{1}-\theta _{2})\right]}
e
{\displaystyle p_{\theta _{2}}={\frac {\partial L}{\partial {{\dot {\theta }}_{2}}}}={\frac {1}{6}}m\ell ^{2}\left[2{{\dot {\theta }}_{2}}+3{{\dot {\theta }}_{1}}\cos(\theta _{1}-\theta _{2})\right].}
Invertendo queste espressioni si trova
{\displaystyle {{\dot {\theta }}_{1}}={\frac {6}{m\ell ^{2}}}{\frac {2p_{\theta _{1}}-3\cos(\theta _{1}-\theta _{2})p_{\theta _{2}}}{16-9\cos ^{2}(\theta _{1}-\theta _{2})}}}
e
{\displaystyle {{\dot {\theta }}_{2}}={\frac {6}{m\ell ^{2}}}{\frac {8p_{\theta _{2}}-3\cos(\theta _{1}-\theta _{2})p_{\theta _{1}}}{16-9\cos ^{2}(\theta _{1}-\theta _{2})}}.}
Le altre equazioni del moto sono
{\displaystyle {{\dot {p}}_{\theta _{1}}}={\frac {\partial L}{\partial \theta _{1}}}=-{\frac {1}{2}}m\ell ^{2}\left[{{\dot {\theta }}_{1}}{{\dot {\theta }}_{2}}\sin(\theta _{1}-\theta _{2})+3{\frac {g}{\ell }}\sin \theta _{1}\right]}
e
{\displaystyle {{\dot {p}}_{\theta _{2}}}={\frac {\partial L}{\partial \theta _{2}}}=-{\frac {1}{2}}m\ell ^{2}\left[-{{\dot {\theta }}_{1}}{{\dot {\theta }}_{2}}\sin(\theta _{1}-\theta _{2})+{\frac {g}{\ell }}\sin \theta _{2}\right].}
Queste ultime quattro equazioni sono formule esplicite per l'evoluzione temporale del sistema dato il suo stato attuale. Non è possibile integrare queste equazioni analiticamente e ottenere formule per θ1 e θ2 in funzione del tempo. Si può tuttavia usare un'integrazione numerica, ad esempio con i metodi di Runge-Kutta.

## Moto caotico

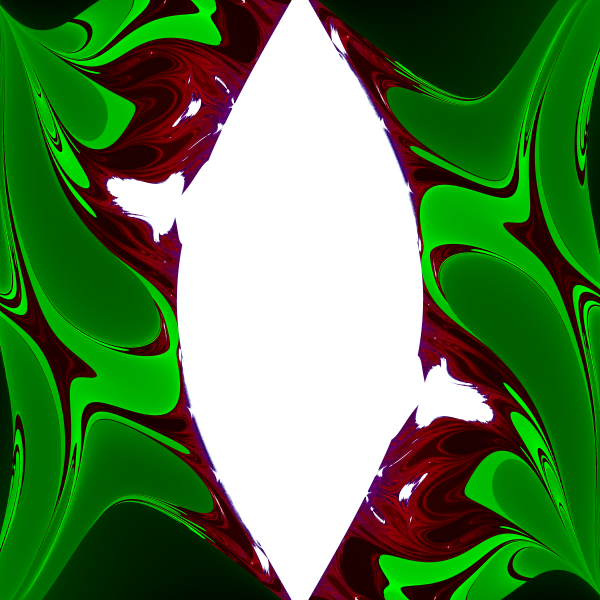
Grafico del tempo necessario perché il pendolo si capovolga, in funzione delle condizioni iniziali

Il doppio pendolo si muove con moto caotico, cioè la sua evoluzione è molto sensibile alle condizioni iniziali. L'immagine a destra mostra il tempo trascorso prima che il pendolo si capovolga, in funzione delle condizioni iniziali; il valore iniziale di θ1 (direzione orizzontale nel grafico) va da −3 a 3, e θ2 (direzione verticale nel grafico) va da −3 a 3. Il colore indica se uno dei due pendoli si capovolge entro {\displaystyle 10{\sqrt {\ell /g}}} (in verde), entro {\displaystyle 100{\sqrt {\ell /g}}} (rosso), {\displaystyle 1000{\sqrt {\ell /g}}} (viola) o {\displaystyle 10000{\sqrt {\ell /g}}} (blu). Le condizioni iniziali che non portano al capovolgimento entro {\displaystyle 10000{\sqrt {\ell /g}}} sono in bianco.
Il bordo della regione bianca è definito in parte dalla conservazione dell'energia secondo la curva
{\displaystyle 3\cos \theta _{1}+\cos \theta _{2}=2.\,}
All'interno della regione definita da questa curva, cioè se
{\displaystyle 3\cos \theta _{1}+\cos \theta _{2}>2,\,}
è energeticamente impossibile il capovolgimento per ciascun pendolo. Fuori da questa regione il pendolo può capovolgersi, ma è complicato determinare quando.
La mancanza di una frequenza di risonanza rende utile il doppio pendolo nel progetto di edifici antisismici.  L'idea è di vedere l'intero edificio come un pendolo invertito, e di aggiungere una massa secondaria per completare il doppio pendolo.  La massa secondaria è solitamente un grosso peso sospeso all'interno dell'edificio. Il grattacielo taiwanese Taipei 101, è dotato alla sua sommità di un mass damper di 660 tonnellate.